# Jonjo Shelvey
Jonjo Shelvey (Romford, 1992. február 27.) angol labdarúgó, legutóbb a Burnley játékosa volt, középpályás poszton.

## Pályafutása

### Charlton Athletic
Shelvey a 2007–08-as szezonban 23 mérkőzésen 14 gólig jutott a Charlton Athletic utánpótláscsapatában.
A felnőtt csapatban 2008 áprilisában debütált a Barnsley ellen 3–0-ra elveszített mérkőzésen, mindössze 16 évesen és 59 naposan, amivel megdöntötte a Charltonban korábban legfiatalabban pályára lépő Paul Konchesky rekordját.
2009. január 3-án Shelvey lett a Charlton legfiatalabb gólszerzője is, 55 nappal 17. születésnapja előtt volt eredményes a Norwich City ellen az FA-kupában, ezzel Peter Reevest előzte meg, aki 17 évesen és 100 naposan lőtt gólt szintén a Norwich ellen még 1966 májusában.
A tehetséges középpályás után több Premier League klub is érdeklődött, de szeptember 9-én 2012-ig meghosszabbította a szerződését.

### Liverpool
Shelvey 2010 áprilisában mégis elszerződött, a Liverpool vásárolta meg 1,7 millió fontért, s a következő hónapban már csatlakozott a klubhoz.
Első szezonjában 15-ször játszott a bajnokságban, mindannyiszor csereként állt be.
A 2011–12-es szezonban 3 hónapot a Blackpoolnál töltött kölcsönben, ahol 10 másodosztályú meccsen 6 gólt szerzett.

### Válogatott
Shelvey ifjúsági szinten több korosztályban is képviselte Angliát. Nagyszülei révén a skót vagy akár az ír válogatottat is választhatná, de többször is az angol csapat mellett döntött.

## Statisztikái
| Csapat                 | Szezon    | Bajnokság      | Bajnokság      | FA-kupa | FA-kupa | Ligakupa | Ligakupa | UEFA  | UEFA | Egyéb | Egyéb | Összesen | Összesen |
| Csapat                 | Szezon    | Meccs          | Gól            | Meccs   | Gól     | Meccs    | Gól      | Meccs | Gól  | Meccs | Gól   | Meccs    | Gól      |
| ---------------------- | --------- | -------------- | -------------- | ------- | ------- | -------- | -------- | ----- | ---- | ----- | ----- | -------- | -------- |
| Charlton Athletic      | 2007–08   | 2              | 0              | 0       | 0       | 0        | 0        | —     | —    | —     | —     | 2        | 0        |
| Charlton Athletic      | 2008–09   | 16             | 3              | 3       | 1       | 1        | 0        | —     | —    | —     | —     | 20       | 4        |
| Charlton Athletic      | 2009–10   | 24             | 4              | 1       | 0       | 0        | 0        | —     | —    | —     | —     | 25       | 4        |
| Charlton Athletic      | 2007–2010 | 42             | 7              | 4       | 1       | 1        | 0        | —     | —    | —     | —     | 47       | 8        |
| Csapat                 | Szezon    | Premier League | Premier League | FA-kupa | FA-kupa | Ligakupa | Ligakupa | UEFA  | UEFA | Egyéb | Egyéb | Összesen | Összesen |
| Csapat                 | Szezon    | Meccs          | Gól            | Meccs   | Gól     | Meccs    | Gól      | Meccs | Gól  | Meccs | Gól   | Meccs    | Gól      |
| Liverpool              | 2010–11   | 15             | 0              | 1       | 0       | 1        | 0        | 4     | 0    | —     | —     | 21       | 0        |
| Csapat                 | Szezon    | Championship   | Championship   | FA-kupa | FA-kupa | Ligakupa | Ligakupa | UEFA  | UEFA | Egyéb | Egyéb | Összesen | Összesen |
| Csapat                 | Szezon    | Meccs          | Gól            | Meccs   | Gól     | Meccs    | Gól      | Meccs | Gól  | Meccs | Gól   | Meccs    | Gól      |
| Blackpool (kölcsönben) | 2011–12   | 10             | 6              | —       | —       | —        | —        | —     | —    | —     | —     | 10       | 6        |
| Csapat                 | Szezon    | Premier League | Premier League | FA-kupa | FA-kupa | Ligakupa | Ligakupa | UEFA  | UEFA | Egyéb | Egyéb | Összesen | Összesen |
| Csapat                 | Szezon    | Meccs          | Gól            | Meccs   | Gól     | Meccs    | Gól      | Meccs | Gól  | Meccs | Gól   | Meccs    | Gól      |
| Liverpool              | 2011–12   | 3              | 0              | 1       | 1       | 1        | 0        | —     | —    | —     | —     | 5        | 1        |
| Liverpool              | 2010–     | 18             | 0              | 2       | 1       | 2        | 0        | 4     | 0    | —     | —     | 26       | 1        |
| Összesen               | 2007–     | 70             | 13             | 6       | 2       | 3        | 0        | 4     | 0    | —     | —     | 83       | 15       |